# Множественные состояния бытия
Множественные состояния бытия («Les états multiples de l’Être», Véga, 1932) — книга французского философа Рене Генона, в которой рассматриваются наиболее общие и фундаментальные основы метафизики Примордиальной Традиции — Высший Принцип в двуединстве аспектов Бесконечности и Универсальной Возможности, его соотношение с собственной манифестацией, то есть с проявленным Сущим, и, в частности, с актуальным для нас, «человеческим» уровнем этого Универсального Существования. Утверждается примат непроявленного по сравнению с проявленным, обосновывается изначальная заключённость всей метафизической множественности состояний манифестации в Едином, или непосредственном принципе Бытия.
Бесконечность (фр. infini) понимается как активный аспект  Принципа, Универсальная Возможность — как пассивный, при том, что к Принципу понятие «аспект» применимо лишь условно (в индуистских концепциях это Брахма и его Шакти). Бесконечность соотносится с «активным Совершенством», Возможность — с «пассивным Совершенством», которые совпадают в «абсолютном Совершенстве». На другом, более низком уровне, то есть по отношению к  проявлению, эти два аспекта выражаются в Универсальных Сущности и Субстанции. 

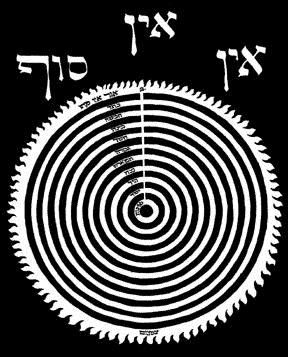
Эйн Соф — «Бесконечность» в каббале и сфирот как множественные состояния проявления

Нет ничего, что не содержалось бы в метафизической Бесконечности, и все «неограниченности» (фр. indefini), «неисчислимости» в каком-либо частном отношении, получаемые путём простого умножения элементов, являются нулём по отношению к тотальной Инфинитности. «Неограниченность» подобного относительного рода лишь означает, что её пределы как бы удаляются, пропадая из поля зрения, но ни в коем случае не устраняются.
Бесконечность как Универсальная Возможность имеет  в себе фундаментальное (но только с точки зрения проявления) разделение на проявленное и непроявленное. В целом можно сказать, что проявленное — это случайное и обусловленное, а непроявленное — абсолютное и необусловленное. Всё проявленное, в конечном счёте, неполно и фрагментарно (это относится и к человеку как индивидуальности), лишь непроявленное даёт всему характер непрерывности.
Непроявленное может быть как проявляемое в принципе, так и непроявляемое («возможности непроявления»). «Мир», то есть ступень Универсального Существования, конституируется определённым ансамблем проявленных возможностей, каждый из бесчисленного множества других «миров», состояний Экзистенции, детерминируется сочетанием иных возможностей, но вся совокупность манифестированных возможностей не исчерпывает тотальность Всевозможности. Не-Бытие (фр. Non-Être), или «метафизический Ноль», первично по отношению к Бытию (фр. Être), однако только их сумма образует полную совокупность Универсальной Возможности.
Бытие  отличается от Сущего (Универсальной Экзистенции) тем, что в своей целостности, в своём принципе Бытие содержится в непроявленном, в Не-Бытии, тогда как Сущее, или Существование, образовано только проявленными возможностями. Генон приводит символы «слова» и «молчания» (Сиге гностиков), «света» и «тьмы», «пространства» (которое не может быть «пустым», как полагают, например, буддисты) и «пустоты» (Битос, «бездна» гностиков) для выражения того, как проявленное сокрыто в непроявленном.
Принцип проявления тождествен Единому, тогда как превосходящий его Высший Принцип не ограничивается никакими определениями, он лишь «недвойствен». Генон проводит различие между «единственностью» Экзистенции, или Сущего (араб. Вахдат аль-вуджуд), «единством» Бытия (как принципа) и «недвойственностью» Высшего Принципа. Единству Бытия не противоречит множественность его состояний (не количественная, а метафизическая), поскольку в высшем смысле эта множественность иллюзорна. Единое содержит в себе эту неограниченную множественность, подобно тому, как в состоянии сна человек, не теряя своего сущностного единства, «разделяется» на множество персонажей своего сна, или подобно тому, как весь числовой ряд есть развёртывание заключённого в изначальной единице. Универсальное Сущее образовано бесчисленностью частных миров, или уровней манифестации, одним из которых является и наш.
В проявленном Бытии последовательно разграничиваются неоформленные состояния от оформленных (формальных, или индивидуальных), затем, в рамках формального состояния, — тонкие, субтильные состояния от грубых (телесных). Каждое состояние Экзистенции способно к неограниченному (фр. indefini) «горизонтальному» расширению, к бесчисленному умножению элементов, но остается при этом не соизмеримым с метафизической Бесконечностью (фр. infini) Принципа.
Характерной «видовой» чертой человеческого существа (в его индивидуальном состоянии) является наличие особого ментального элемента (манаса, или рассудка), осуществляющего мыслительную деятельность с помощью «форм». Человеческое сознание — это лишь преломление в индивидуальном человеческом состоянии универсального Принципа, который, однако, в силу высшей аналогии также может быть назван «сознанием».
Пройдя на пути метафизической реализации границу между «двумя хаосами» («границу вод»), то есть между формальным и неоформленным состояниями, человек приходит к отождествлению себя со всем целокупным Сущим и, таким образом, и со всеми другими существами во Вселенной. В этом состоянии наличие собственной индивидуальности уже не имеет для человека значения, поскольку центр его существа отождествился с центром всего проявления, а индивидуальность относится к «периферии» проявленного.  Достижение высших состояний Бытия возможно на пути познания, которое состоит в отождествлении познающего с познаваемым. Генон, в согласии с Упанишадами, даже сравнивает процесс этого интуитивно-интеллектуального познания с усвоением пищи, которая становится частью, модальностью единого существа.
Генон рассматривает также понятия необходимости и случайности, метафизической свободы, которая присуща только необусловленному Высшему Принципу:

(…) абсолютная свобода может реализовываться только через полную универсализацию: она будет «самоопределением» в качестве соразмерной с Бытием и «неопределённостью» по ту сторону Бытия. Тогда как относительная свобода  принадлежит ко всему бытию, при каких бы условиях оно ни существовало, абсолютная свобода  может принадлежать только бытию, лишённому всех условий проявленного существования, индивидуальных и даже сверхиндивидуальных, и ставшему абсолютно «одним» на ступени чистого Бытия, или «недвойственности», если его реализация превосходит Бытие.
— Рене Генон. Множественные состояния бытия, глава XVIII. Пер. Т. Любимовой.